# Clemessy
 (avril 2017).
Si vous disposez d'ouvrages ou d'articles de référence ou si vous connaissez des sites web de qualité traitant du thème abordé ici, merci de compléter l'article en donnant les références utiles à sa vérifiabilité et en les liant à la section « Notes et références ».
Eiffage Énergie Systèmes - Clemessy [klɛmsi] anciennement Clemessy est une société française spécialisée dans l'ingénierie et la mise en œuvre d'installations techniques auprès de l'industrie. La société est basée à Mulhouse et compte 5 074 personnes sur l'ensemble de la France pour un chiffre d’affaires de 790 Millions d'euros (2021) dont 21% à l'international.

## Historique

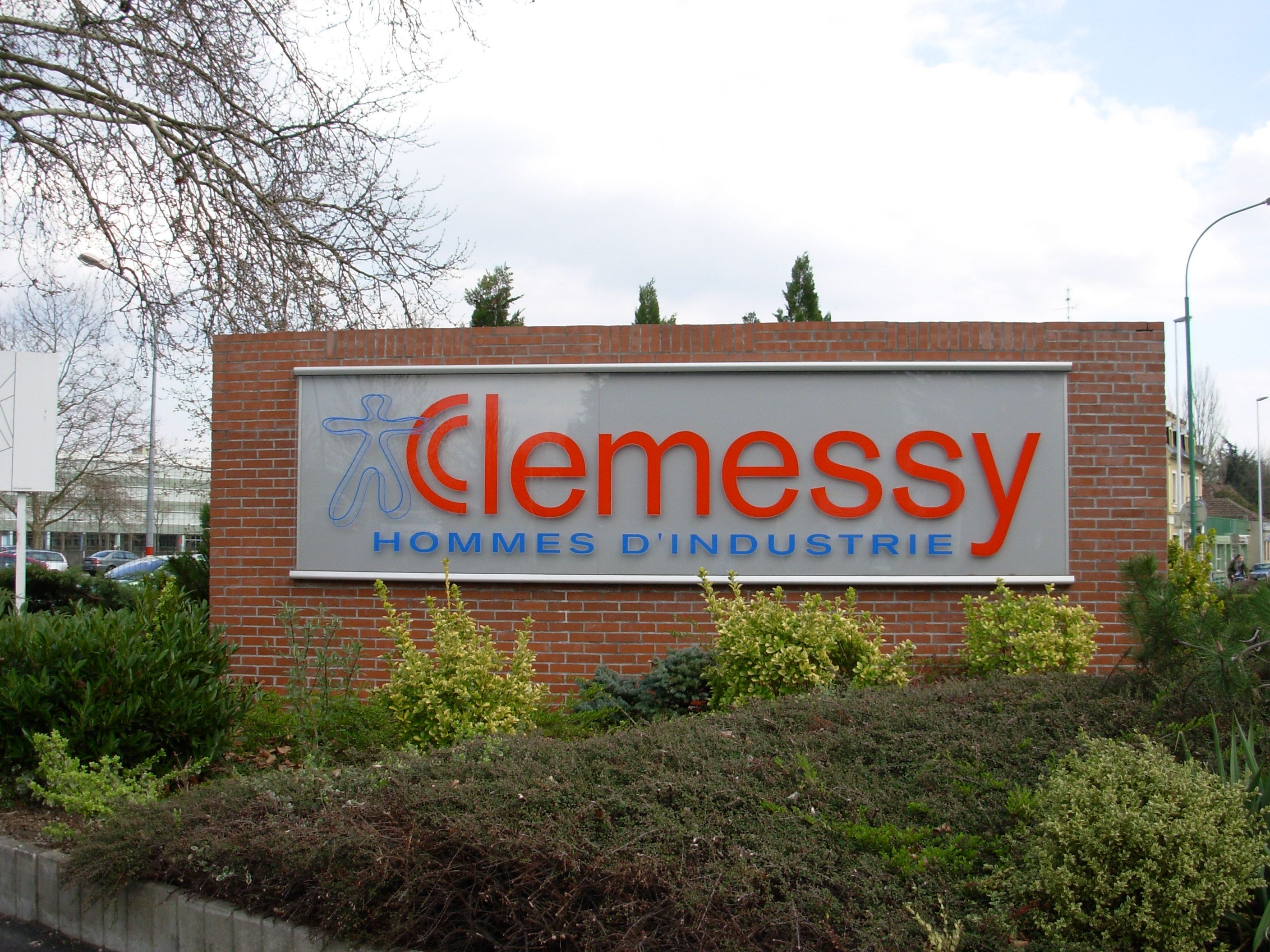
Ancien logo de la société à son siège social de Mulhouse.

- 1900 - Eugène Clemessy transforme, durant ses loisirs, un vieux moulin près de Brunstatt en centrale électrique qui alimentera plusieurs communes. Pressentant l’avenir de cette source d’énergie, il fonde huit ans plus tard les établissements Clemessy[3].
- 1908 - Les débuts sont modestes : un magasin de vente de petit matériel électrique et trois monteurs électriciens intervenant chez les particuliers.
- 1926 - La petite entreprise se tourne vers le marché industriel en créant un atelier de réparation de moteurs électriques et se diversifie, en 1937, en intégrant l’installation de téléphones. Cinq ans plus tard démarre la fabrication de tableaux de distribution.
- 1940 - André Clemessy (1907-1996), fils d'Eugène et entré dans l'entreprise en 1930, devient directeur général de l'entreprise puis PDG de la SA (voir 1957) jusqu'à ce qu'il transmette ce poste à Jean-Paul Marbacher en 1978. Jean-Paul Marbacher (19.08.1930-11.03.2016) restera PDG jusqu'en 1992.
- 1957 - L'entreprise familiale devient une société anonyme.
- 1965 L’aventure “export” débute (Cameroun, Tchad, Guinée, Gabon, Pakistan, URSS). C’est aussi le départ d’un long partenariat avec le CNES, en Guyane, où Clemessy s’implante dès 1969 et participe aux installations de Kourou.
- 1971 - L’expansion de l’entreprise se confirme : 1850 salariés et un chiffre d’affaires de 90 millions d’euros. C’est à cette époque que Clemessy intègre, dans ses offres, les automatismes et la préventique. En 1975, la participation au programme nucléaire français permet d’asseoir la notoriété de l’entreprise mulhousienne. Le Groupe compte 2200 personnes pour un chiffre d’affaires de 137 millions d’euros.
- 1982 - L’entreprise entre dans le club très fermé des prestataires de hautes technologies pour le lanceur Ariane. Le CNES lui confie, en consortium international, l’informatique industrielle du contrôle-commande du remplissage de la fusée Ariane et de la séquence synchronisée du compte à rebours[4].
- 1999 - La famille Clemessy vend ses parts au consortium EDF-Cogema-Siemens.
- 2000 - Game, spécialiste de l’ingénierie de maintenance, rejoint le Groupe Clemessy.
- 2001 - Dalkia, filiale du Groupe VEOLIA et acteur majeur de la gestion d'énergie, devient l'actionnaire principal de Clemessy.
- 2008 - Eiffage rachète Clemessy ainsi que Crystal à Dalkia[5].
- 2016 - Aujourd'hui, Clemessy SA se compose de nombreuses filiales dont : Clemessy Motors, Clemessy Switzerland, Cogelub, Dynae, EIS, EMCS Nord, Fluide IT, Game Ingenierie, Hydrofluid Technologies, Hyline, Lab Assistance, MECI, Rambure, RMT, Secauto, SEH, Soudelec, Teseo. L'ensemble des implantations Clemessy et de ses filiales représente une centaine d'agence dans le monde[6].

### Identité visuelle

Logo avant 1998.
Logo de 1999 à 2009.
Logo de 2009 à 2015.
Logo depuis 2015.